# Foz-Calanda
Foz-Calanda ist eine Gemeinde (municipio) mit 281 Einwohnern (Stand: 2024) in der Provinz Teruel in der Autonomen Region Aragón in Spanien. 

## Lage
Foz-Calanda liegt etwa 90 Kilometer nordöstlich von Teruel in einer Höhe von ca. 495 m.

## Bevölkerungsentwicklung
| Jahr      | 1970 | 1981 | 1991 | 2001 | 2011 | 2021 |
| Einwohner | 342  | 299  | 263  | 257  | 284  | 262  |

## Sehenswürdigkeiten
- Johannes-der-Täufer-Kirche (Iglesia de San Juan Bautista)

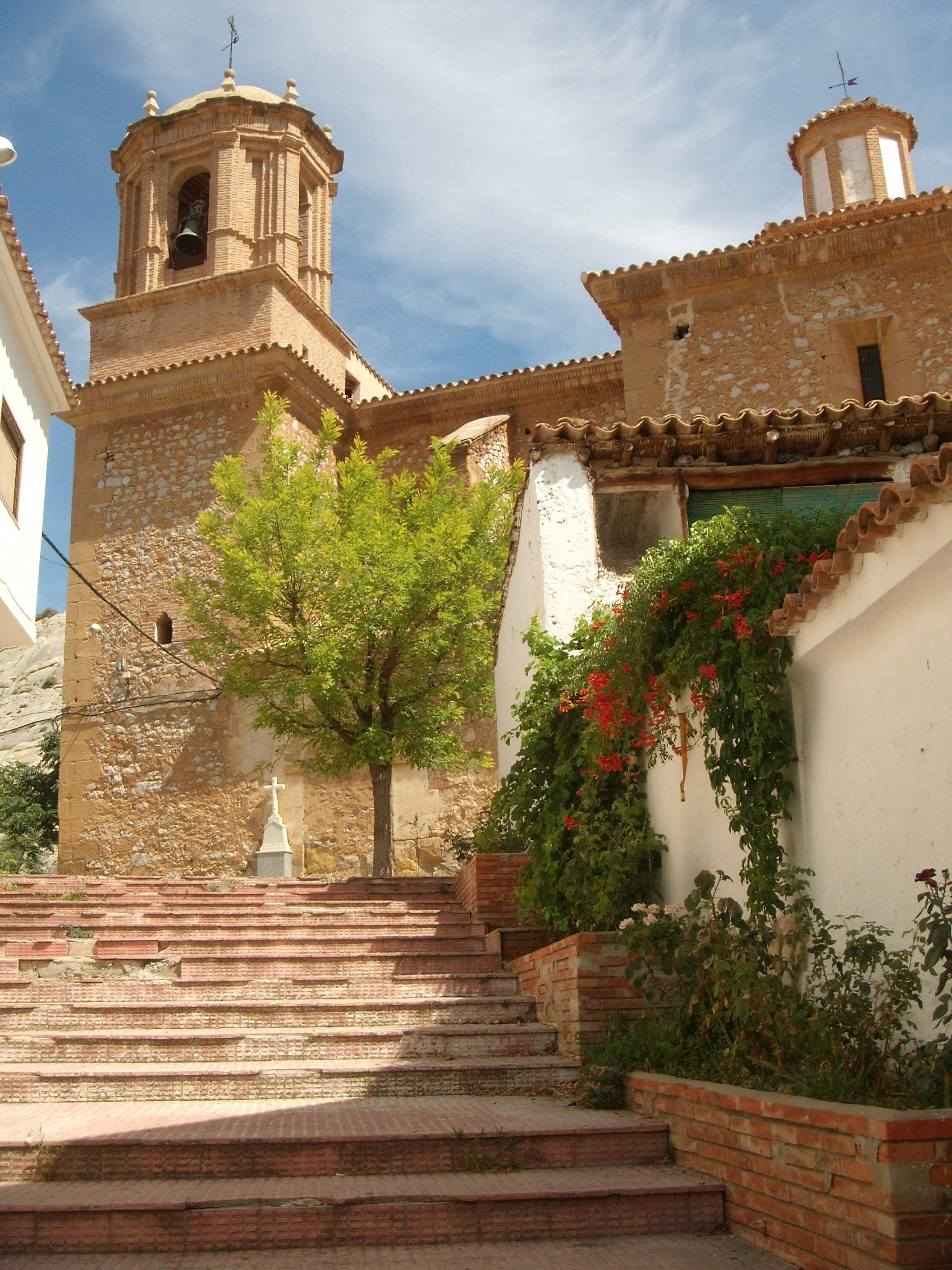
Johannes-der-Täufer-Kirche